# Conopias albovittatus
Conopias albovittatus là một loài chim trong họ Tyrannidae.